# オニオオバン
オニオオバン(鬼大鷭、学名：Fulica gigantea) は、ツル目クイナ科に分類される鳥類の一種である。

## 分布
ペルーからチリ北部、アルゼンチン北西部、ボリビアに分布する。

## 形態
体長約49-59cm。オオバン属の中で最大の種である。若鳥のうちは飛ぶことができるが、成鳥になると飛べなくなる。全身が暗い灰黒色で、雨覆は色が一層濃くなっている。尾は黒色である。額にはくちばしが延長したような「額板」がある。額板は黄色で中央部が白色、嘴は濃い赤褐色で先端に白色の斑がある。脚は濃い赤茶色である。

## 生態
標高3600mから6500mまでの高地の淡水の湖沼に生息する。非繁殖期には群れを作るが、繁殖期は番いで縄張りを持つ。
オオバンは季節を問わず繁殖するが、産卵のピークは地元の冬である6月と7月である。この種は一夫一婦制で、縄張り意識が強い。水深約1メートルのところに、植物の材料を水面まで積み上げて巨大な巣を作る。産卵数は3～7個で、両親が抱卵する。幼鳥は巣に追加された新鮮な植物や、親鳥が運んできた端脚類やオタマジャクシなどの植物や小動物の獲物を食べる。
オオバンは主に水生植物、特にミリオフィラム属、ヒルムシロ属、イトクズモ属、カワツルモ属の植物のほか、藻類も食べる。水面で餌を食べるが、時々アヒルのように水に潜ったりする。また岸辺で草を食むこともある。